# 2023年8月逝世人物列表
2023年逝世人物列表：1月 - 2月 - 3月 - 4月 - 5月 - 6月 - 7月 - 8月 - 9月 - 10月 - 11月 - 12月
2023年8月逝世人物列表，是用于汇总2023年8月期间逝世人物的列表。

## 依日期排序

### 31日
- 司徒兆敦，85岁，中国导演，北京电影学院教授，导演系主任，中国纪录片之父。[1]
- 亞瑟·梁（英语：Arthur Leong (footballer)），92岁，前華裔紐西蘭籍足球選手，曾入選紐西蘭國家代表隊[2]。
- 道格拉斯·萊納特（英語：Douglas Lenat），72歲，美國計算機科學家[3]。
- 艾拉姆·科巴尼安（英語：Aram V. Chobanian），94歲，美國醫學家、教育家，2005年任波士頓大學校長[4]。

### 30日
- 穆罕默德·法耶茲（阿拉伯語：محمد الفايد），94歲，埃及酒店經營者和足球高管，巴黎麗茲酒店（自 1979 年起）、哈羅德百貨公司（1985-2010 年）和富勒姆足球俱樂部（1997-2013 年）的所有者。[5]

### 29日
- 吉列爾莫·泰列爾（西班牙語：Guillermo Teillier），79歲，智利政治人物、教育家和作家，智利共产党主席。[6]
- 石萬鵬，86歲，中國政治人物，原国家经济贸易委员会副主任、党组成员。[7]
- 王志凤，98歲，中國人，原二战时期日军慰安妇制度受害幸存者，纪录片《二十二》在世者。[8]

### 28日
- 俞順章，91歲，中國流行病學家，曾任復旦大學教授、博士生導師。[9]
- 勳爵，75歲，英國工黨政治人物，上議院議員（由2004年起），心臟病發逝世。[10]

### 27日
- 管道工喬（英語：Joe the Plumber），49歲，美國保守派活動家及評論員。死于胰臟癌。[11]
- 胡英，89歲，中國化學工程學、物理化學家，中国科学院院士，華東理工大學教授。[12]
- 張培瑜，88歲，中國天文學家，曾任紫金山天文台研究室主任、研究員。[13]
- 沈進忠，77歲，台灣政治人物，前台南縣議員、六甲鄉長。死于大腸癌。[14]

### 26日
- 張旭成，86歲，台灣政治人物，前國家安全會議副秘書長、前立法委員。[15]
- 李鍌，96歲，台灣文字學家、語言學家。[16]
- 吉拉·馬熱拉·阿涅洛（葡萄牙語：Geraldo Majella Agnelo），89歲，巴西籍天主教司鐸級樞機，薩爾瓦多總教區榮休總主教[17]。
- 鮑勃·巴克（英語：Robert William Barker），99歲，美國電視節目主持人，於1972年起擔任熱門遊戲節目「價格猜猜猜」（The Price Is Right）主持人到2007年退休，憑此節目獲得19項艾美獎。[18]
- 格列布·潘菲洛夫（英语：Gleb Panfilov），89歲，俄羅斯電影導演[19]。
- 金錫元（英语：Kim Suk-won (entrepreneur)），78歲，韓國企業家，雙龍集團前會長[20]。
- 強尼廣瀨，本名廣瀨良雄，75歲，日本歌手兼魔術師，2002年匈牙利國際馬戲節上獲得了特別獎，血癌。[21]

### 25日
- 2023年日托米爾州L-39M1飛機相撞事故罹難者[22]：
  - 安德烈·皮爾希科夫（烏克蘭語：Андрій Борисович Пільщиков），30歲，乌克兰空軍战斗机飞行员，「基輔幽靈」傳說創造者。[23]
  - 維亞切斯拉夫·明卡（烏克蘭語：В'ячеслав Мінка），62歲或63歲，烏克蘭空軍戰鬥機飛行員。
  - 謝爾希·普羅卡津（烏克蘭語：Сергій Проказін），年齡不詳，烏克蘭空軍戰鬥機飛行員。
- 吳小毅，63歲，澳門資深記者，澳門傳媒工作者協會創會成員，澳門論盡媒體社長，病逝。[24]
- 謝爾蓋·菲拉托夫（俄語：Сергей Александрович Филатов），87歲，俄羅斯政治人物，作家，前总统办公厅主任（1993年—1996年），叶利钦的親信。[25]
- 蒂爾·德·德克爾（荷蘭語：Tijl De Decker），22歲，比利時自由車運動員，訓練時發生事故身亡[26]。

### 24日
- 橋爪謙始，日本的分镜畫師。https://x.com/risaku/status/1827112122851193046?lang=bg
- 蔡啟塔，65歲，台灣政治人物，前花蓮市市長（2002年－2010年）。死於口腔癌。[27]
- 布雷·（英語：Bray Wyatt），36歲，美國職業摔角選手。[28]
- 克勞德·畢卡索（英语：Claude Picasso），76歲，法國攝影家、平面設計師，西班牙藝術家巴勃羅·畢卡索的兒子[29]。
- 阿琳·索金（英语：Arleen Sorkin），67歲，美國電影、電視女演員，編劇、配音員、電視節目主持人[30]。代表作是擔任《蝙蝠俠》動畫中的小丑女哈莉·奎茵的配音員。
- 李繼平，67歲，中國政治人物，曾任國有重點大型企業監事會主席，第十屆全國人大代表。[31]

### 23日
- 卡利安普迪·拉達克里希納·拉奧（英語：Calyampudi Radhakrishna Rao），102歲，印度裔美国統計學家、數學家。[32]
- 泰瑞·放克（英語：Terry Funk），79歲，美國前演員及職業摔角選手。[33]
- 2023年特維爾州萊格賽600型飛機墜毀事故遇难者：[34]
  - 叶夫根尼·普里戈任（俄語：Евгений Викторович Пригожин），62歲，俄羅斯軍事人物，瓦格納集團创办人。
  - 德米特里·乌特金（俄語：Дмитрий Валерьевич Уткин），53岁，俄羅斯軍事人物，瓦格納集團创办人。
  - 普罗普斯汀：瓦格纳军官，参加过第二次车臣战争，于2015年加入瓦格纳。
  - 马卡良：普里戈任的保镖，曾是一名地区警察，于2016年3月加入瓦格纳。
  - 托特明：普里戈任的保镖。
  - 切卡洛夫：瓦格纳安全和国外后勤的领导者，以及监督粮食供应和涉及地质勘探、石油生产或农业的海外项目者，普里戈任最亲密的朋友之一。
  - 马图耶夫：瓦格纳军官。
  - 列夫辛，机长。
  - 卡里莫夫，第二机长。
  - 拉斯波波娃，空乘人员。
- 拿督溫栢洲，88歲，馬來西亞商人，德安藥廠第二代掌門人。[35]
- 何塞·路易斯·阿尔瓦雷斯（西班牙語：José Luis Álvarez y Álvarez），93歲，西班牙政治人物，前馬德里市長[36]。

### 22日
- 岡雄太，61歲，日本男藝人、喜劇演員。腦出血。[37]
- 曾華誠，年齡不詳，台灣企業人物，昇佳電子股份有限公司董事。[38]
- 托托·庫圖尼奧（義大利語：Toto Cutugno），80歲，義大利流行音樂創作歌手、音樂家。[39]
- 黎文成，60歲，越南政治人物，副總理。[40]
- 林哲夫，90歲，台灣物理學家，台灣獨立聯盟加拿大本部成員，推動非暴力抗爭，曾任立法委員。[41]
- 曹陳靜枝，84歲，台灣資深慈濟志工，花蓮玉里慈濟醫院前身鴻德醫院創辦者曹葦醫師夫人。[42]
- 古澤憲司，75歲，前日本職業棒球運動員、教練[43][44]。
- 汤姆·考特尼（英語：Thomas "Tom" William Courtney），90歲，美国前男子田径中長跑項目運動員，1956年夏季奥运会男子800公尺、4×400米接力賽跑金牌得主[45]。
- 亚历山德拉·保罗（英语：Alexandra Paul (figure skater)），31歲，加拿大前花式滑冰運動員，車禍身亡[46][47]。

### 21日
- 沈鵬，91歲，中國現代編輯出版專家，書法家、美術評論家及詩人。中國書法家協會終身名譽主席，病逝。[48]
- 簡忠煒，54歲，中華民國警察，台灣新北市政府警察局瑞芳分局副分局長。遇溺身亡。[49]
- 野村昇史，85歲，日本男演員，胃癌及十二指腸癌。[50]

### 20日
- 伊莎白·柯魯克（英語：Isabel Crook），107歲，加拿大和英国双重国籍国际共产主义战士、教育家，中華人民共和國“友谊勋章”获得者。[51]
- 濱崎憲孝，57歲，日本電台唱片騎師，知名漫畫《櫻桃小丸子》已故作者櫻桃子5位真實存在的同學其中之一，家中病逝。（遺體發現日期）[52]
- 施宏洲，65歲，前新加坡廣播局新聞主播，因末期腸癌病逝[53]。

### 19日
- 余紅仙，84歲，中國彈詞藝術家，一級演員，中國曲藝家協會原副主席。[54]
- 卡洛·馬佐尼（義大利語：Carlo Mazzone），86歲，義大利足球運動員及教練。曾效力意大利多間足球俱樂部。[55]
- 約翰·沃諾克（英語：John Warnock），82歲，美國電腦科學家，Adobe公司联合创始人。[56]
- 羅恩·西法斯·瓊斯（英语：Ron Cephas Jones），66歲，美國電影、電視男演員，美國女演員、歌手珍絲敏·西凡斯·鍾斯的父親[57]。
- 山本二三（日語：山本 二三），70歲，日本動畫美術導演[58]。死於胃癌。
- 郭軔，97歲，台灣藝術家、新視覺主義理論畫家。[59]
- 鄒恩同，96歲，中國政治人物，曾任中華人民共和國民政部副部長，中國法學會副會長。[60]

### 18日
- 讓·路易·喬治林（英语：Jean-Louis Georgelin），74歲，法國陸軍軍人，軍銜上將，國防參謀長（2006—2010年）[61]。於庇里牛斯山脈登山時意外身亡。
- 艾爾·奎（英语：Al Quie），99歲，美國政治人物，擔任過明尼苏达州州长、州參議員，以及美國眾議員[62]。
- 何雙林，78歲，中國資深淮劇演員。[63]
- 俞澤猷，91歲，中國政治人物，曾任中國民主同盟中央委員會秘書長、副主席，第八、十屆全國政協常務委員，第六、七、九屆全國人大代表。[64]
- 劳拉·安·卡尔顿（英语：Murder of Laura Ann Carleton），66歲，美國加州服飾店主，因在店門口懸掛象徵LGBTQ+族群的彩虹旗，遭仇恨同性戀者槍殺身亡[65]。

### 17日
- 約翰·德維特（英語：John Devitt），86歲，澳大利亞男子游泳運動員。[66]
- 卡羅爾·鮑勃科（英語：Karol Bobko），85歲，美國太空人。[67]
- 謝蒼海，76歲，台灣政治人物，前台中縣烏日鄉長。[68]
- 余穩，本名余袁穩，80多歲，香港電影武術演員兼動作指導，洪拳大師劉湛弟子，有「神仙」之號。[69]
- 五彩緋夏，24岁，日本美妝網紅。[70]
- 陳茂淳，86歲，台灣南投手工製茶技藝茶農，名間埔中茶保存者。[71]

### 16日
- 雷納塔·史科朵（義大利語：Renata Scotto），89歲，義大利女高音歌唱家。[72]
- 根納季·日德科（俄語：Геннадий Валериевич Жидко），57歲，俄羅斯軍人，陸軍上將、前國防部副部長、東部軍區前司令[73]。
- 徐信芳，75歲，台灣政治人物，前新竹市議員（1986─2022年）。[74]
- 霍華德·S·貝克（英语：Howard S. Becker），95歲，美國社會學者，專長領域為越軌社會學、藝術社會學等[75]。

### 15日
- 尹起重，91歲，韓國經濟學者，延世大學榮譽教授，第20任韓國總統尹錫悅生父。[76]
- 賓德什瓦爾·帕塔克（英语：Bindeshwar Pathak），80歲，印度社會學者、社會企業家，推動普及印度現代化浴廁設施[77]。
- 法國卢瓦尔省罗宾DR400小型飛機墜毀事故已證實死者：[78]
  - 傑拉德·勒克萊爾（Gérard Leclerc），71歲，法國資深記者，曾先後在Europe 1和RMC電台、法國2台和法國3台任職，2017年起是Cnews的社論作家。
  - 米歇爾·莫諾里（Michèle Monory），年齡不詳，法國藝術家，已故前參議院主席勒內·莫諾里（Rene Monory）之女兒。

### 14日
- 林樹枝，76歲，台灣白色恐怖政治受難者、歷史研究者、作家[79]。
- 佐蘭迪·拉斯洛（匈牙利語：Zarándi László），94歲，匈牙利男子田徑運動員。[80]
- 弗拉基米爾·安東諾維奇·卓里奇（俄語：Владимир Антонович Зорич），85歲，蘇聯和俄羅斯數學家。[81]
- 羅季翁·阿米羅夫（英语：Rodion Amirov），21歲，俄羅斯冰球運動員，曾效力加拿大多倫多楓葉隊。死於腦腫瘤。[82]
- 陳淑靜，91歲，台灣慈善義工，基督教惠明盲人福利基金會創辦人兼榮譽董事長。[83]

### 13日
- 克拉伦斯·阿文特（英语：Clarence Avant），92歲，美國電影與音樂製作人[84]。
- 帕特里夏·布雷丁（英语：Patricia Bredin），88歲，英國女演員、歌手[85]。
- 若泽·穆里洛·德·卡瓦略（英语：José Murilo de Carvalho），83歲，巴西歷史、政治學者[86]。
- 夏依丹·艾克拜尔，24歲，中國大陸女演員[87]。

### 12日
- 瑪麗-路易斯·麥克勞斯（英语：Mary-Louise McLaws），70歲，澳大利亚傳染病專家。死于腦瘤。[88]
- 貝麗特·林霍爾姆（英语：Berit Lindholm），88歲，瑞典聲樂家、歌劇女高音[89]。

### 11日
- 達倫·肯特（英語：Darren Kent），39歲，英國電視、電影演員[90]。
- 赛康德（德語：Konrad Seitz），89歲，德国学者、外交家，曾任德国驻印度、意大利、中國等國家的大使[90]。

### 10日
- 亞歷山大·維克托連科（俄語：Александр Викторенко），76歲，蘇聯宇航员。[91]
- 安东内拉·卢阿尔迪（英语：Antonella Lualdi），92歲，義大利電影演員及歌手[92]。
- 亨利·迪克森（英語：Henry Dickerson），71歲，美國前職業籃球運動員，大學籃球隊教練[93]。
- 米凯拉·穆尔贾（英语：Michela Murgia），51歲，義大利小說家、劇作家及廣播節目主持人，死於腎癌[94]。
- 克劳斯·罗斯特（德語：Klaus Rost），83歲，德国男子摔跤运动员，1964年奥运会自由式角力輕量級比賽银牌得主[95]。

### 9日
- 羅比·羅伯森（英語：Robbie Robertson），80歲，加拿大音乐人、電影配樂作曲家、乐队合唱团前成员[96]。
- 费尔南多·比利亚维森西奥（西班牙語：Fernando Villavicencio），59歲，厄瓜多尔政治人物，前国民代表大会議員，2023總統選舉候選人，遭槍擊身亡。[97]

### 8日
- 西迪克（英语：Siddique (director)），68岁，印度电影导演。[98]
- 馬哲儒，91歲，臺灣化學工程學者，成功大學校長（1988年—1994年）。[99]
- 費德里科·巴哈蒙蒂斯（英语：Federico Bahamontes），95歲，前西班牙職業自行車選手，1959年环法自行车赛冠軍，1954~1965年間獲得11次三大自行車環賽冠軍[100]。
- 尤利婭·鮑里索娃（俄語：Ю́лия Константи́новна Бори́сова），98歲，前苏联、俄羅斯舞台和电影女演员[101]。
- 西斯托·罗德里格斯（英語：Sixto Rodriguez），81歲，墨西哥裔美國民謠音樂家，纪录片《寻找小糖人》原型。[102]
- 杰米·里德（英语：Jamie Reid），76歲，英國平面設計師及藝術家。[103]
- 楊宗昌，87歲，台灣土木工程專家、台灣獨立運動人士，因海外黑名單長期旅居美國，前台灣獨立建國聯盟副主席。[104]

### 7日
- 威廉·佛雷金（英語：William Friedkin），87歲，美國電影導演、製片人和劇作家，代表作《驅魔人》。[105]
- 威利·佩里（英語：Willie Perry, Jr.），58歲，又名DJ Casper，美國唱片騎師、作詞人[106]。
- 馬里奧·特龍蒂（英语：Mario Tronti），92歲，義大利左翼哲學學者、政治人物，二度擔任參議員，首先開創工人主義概念的義大利左翼人士之一 [107]。

### 6日
- 加達，74歲，印度特倫甘納邦的泰盧固語詩人、民謠演唱家以及前納薩爾派活動家。[108]
- 陳匡榮，綽號「大飛」，56歲，香港音樂製作人，樂團Anodize、LMF成員。[109]
- 游正英，67歲，台灣政治人物，桃園市原住民自治區復興區長。[110]
- 喬亨·戈茨（德語：Jochen Goetz），52歲，德國企業家，戴姆勒卡車（英语：Daimler Truck）公司財務長。死於交通意外。[111]
- 趙九方，59歲，中國政治人物。中国商用飞机有限责任公司党委常委、纪委书记、国家监委驻中国商用飞机有限责任公司监察专员。死於突发心脏疾病。[112]
- 入江純，53歲，日本女演員，死於癌症。[113]

### 5日
- 朱振岳，46歲，台灣商人，紅酒品牌「象董」主席，死於口腔癌。[114]
- 閻月明，78歲，中國相聲演員，曲藝作家。[115]
- 布萊恩·藍道（英語：Bryan Randall），57歲，美國攝影師。死於漸凍症。[116]
- 埃萊娜·卡雷爾·德安柯斯（英语：Hélène Carrère d'Encausse），94歲，格魯吉亞裔法國政治人物、政治學與俄羅斯歷史專家，前歐洲議會議員，法蘭西學院歷史上首位女性常任秘書[117]。
- 顏德財，40歲，馬來西亞男子羽毛球运动员，心臟病發逝世[118]。
- 詹姆斯·林賽（英语：James J. Lindsay），90歲，美國陸軍軍人，軍銜四星上將，美國特種作戰司令部第一任指揮官[119]。
- 佐野菜見（日語：佐野 菜見），36歲，日本漫畫家，代表作《在下坂本，有何貴幹？》。癌症病逝[120]。

### 4日
- 博尼法斯·亞歷山大（法語：Boniface Alexandre），87歲，海地政治人物，曾任臨時總統。[121]
- 米哈伊爾·尼古拉耶夫（俄語：Михаил Николаев），85歲，俄羅斯政治人物，首任萨哈共和国总统。[122]
- 謝爾希·斯拉邊科（烏克蘭語：Сергій Іванович Слабенко），57歲，烏克蘭政治及軍事人物，第4屆烏克蘭最高拉達議員，戰死[123]。

### 3日
- 阿布·侯赛因·侯赛尼·库拉希（羅馬化：Abū al-Ḥusayn al-Husaynī al-Qurashī），年齡不詳，伊斯兰原教旨主义政治、軍事組織伊斯兰国第四任「哈里發」，於敘利亞西北部武裝衝突中身亡（死亡宣布日期）[124]。
- 馬克·馬戈利斯（英語：Mark Margolis），83歲，美國演員。[125]
- 鄧細斌，51歲，中國電視劇製作人，死於突發心肌梗塞。[126]
- 穆罕默德‧沙勒‧阿杜爾‧拉蒂夫，39歲，新加坡籍馬來西亞裔死刑犯，2019年因販運約55克海洛英被判販毒罪罪成，絞刑處死。[127]
- 布拉姆·莫勒纳尔（荷蘭語：Bram Moolenaar），62歲，荷蘭程式設計師，Vim软件最初开发者。[128]
- 維克托·帕夫洛維奇·馬斯洛夫（羅馬化：Victor Pavlovich Maslov），93歲，俄羅斯物理學家、數學家，俄羅斯科學院成員[129]。
- 林水泉，86歲，台灣政治人物、台灣獨立運動參與者、台灣白色恐怖受難者，曾任台北市議員[130]。

### 2日
- 陳運棟，91歲，台灣客家文史研究學者，中華民國客家委員會終身貢獻獎（2009年）。[131]
- 林建新，52歲，美籍華人房地產商人，美國華人華僑聯合總會（ACUA）主席。飲酒過度引發心臟驟停而逝。[132]
- 約翰·戈托（英語：John Goto），74歲，原名John Glithero，英國攝影家[133]。
- 谢华，102岁，中国政治人物，原中国共产党中央书记处农村政策研究室副主任，第八届全国政协委员，病逝。
- 池建宇，45歲，韓國男演員。交通意外。

### 1日
- 亨利·科南·貝迪埃（法語：Henri Konan Bédié），89歲，科特迪瓦政治人物，科特迪瓦民主党（英语：Democratic Party of Côte d'Ivoire – African Democratic Rally）主席，前总统（1993年—1999年）。[134]
- 热纳维耶芙·德丰特奈（法語：Geneviève de Fontenay），90歲，法國商人，法国小姐選美活動负责人（1981年—2007年）。[135]
- 鄭鳴，66歲，中國攝影記者、導演。曾連續三年當選「全國十佳新聞攝影記者」。[136]